# Stenopsyche moselyi
Stenopsyche moselyi är en nattsländeart som beskrevs av Banks 1940. Stenopsyche moselyi ingår i släktet Stenopsyche och familjen Stenopsychidae. Inga underarter finns listade i Catalogue of Life.